# Thermosphaera
Genre
Espèces de rang inférieur
- Thermosphaera aggregans

Thermosphaera est un genre d'archées de la famille des Desulfurococcaceae. Il s'agit de microorganismes thermophiles flagellés qui forment des grappes parfois volumineuses en phase de croissance rapide, mais qui s'agrègent en grappes plus petites en phase stationnaire ; des cellules isolées peuvent alors être observées.